# Spargania privernaria
Spargania privernaria är en fjärilsart som beskrevs av Herrich-Schäffer 1855. Spargania privernaria ingår i släktet Spargania och familjen mätare. Inga underarter finns listade i Catalogue of Life.